# Festival Internacional de Cine de Cannes de 1979
El 32º Festival Internacional de Cine de Cannes se celebró entre el 10 y el 24 de mayo de 1979. La Palma de Oro fue otorgada ex aequo a Apocalypse Now de Francis Ford Coppola, que fue exhibida como obra inacabada, y El tambor de hojalata de Volker Schlöndorff.
El festival se abrió con Hair, dirigida por Miloš Forman y se cerró con À nous deux, dirigida por Claude Lelouch.
Françoise Sagan, la presidenta del Jurado, suscitó una controversia cuando se quejó de que Robert Favre Le Bret, presidente del Festival, había dejado su papel y había ejercido presión sobre el jurado para la selección de la película de Coppola, mientras había defendido El tambor de hojalata (película) en el último minuto de la competición. Finalmente, la Palma d'Or se concedió a las dos películas.

## Jurado

### Competición principal
Las siguientes personas fueron nominadas para formar parte del jurado de la competición principal en la edición de 1981:
- Françoise Sagan (Francia) Presidente
- Sergio Amidei (Italia)
- Rodolphe-Maurice Arlaud (Suiza)
- Luis García Berlanga (España)
- Maurice Bessy (Francia)
- Paul Claudon (Francia)
- Jules Dassin (WUA)
- Zsolt Kézdi-Kovács (Hungría)
- Robert Rozhdestvensky (URSS) (autor)
- Susannah York (Gran Bretaña)

## Selección oficial

### En competición – películas
Las siguientes películas compitieron por la Palma d'Or:
- Apocalypse Now de Francis Ford Coppola
- Arven de Anja Breien
- Les Soeurs Brontë de André Téchiné
- El síndrome de China de James Bridges
- Días del cielo de Terrence Malick
- Caro papà de Dino Risi
- The Europeans de James Ivory
- Magyar rapszódia de Miklós Jancsó
- La drôlesse de Jacques Doillon
- My Brilliant Career de Gillian Armstrong
- Norma Rae de Martin Ritt
- Okupacija u 26 slika de Lordan Zafranović
- Série noire de Alain Corneau
- Siberiade de Andrei Konchalovsky
- Los sobrevivientes de Tomás Gutiérrez Alea
- El tambor de hojalata de Volker Schlöndorff
- L'ingorgo - Una storia impossibile de Luigi Comencini
- Victoria de Bo Widerberg
- Las señoritas de Wilko de Andrzej Wajda
- Een vrouw tussen hond en wolf de André Delvaux
- Woyzeck de Werner Herzog

### Un Certain Regard
Las siguientes películas fueron elegidas para competir en Un Certain Regard:
- Fad'jalk de Safi Faye
- Companys, procés a Catalunya de Josep Maria Forn
- Encore un Hiver de Françoise Sagan
- Dalla nube alla resistenza de Jean-Marie Straub y Danièle Huillet
- Moments de la vie d'une femme de Michal Bat-Adam
- A kedves szomszéd de Zsolt Kézdi-Kovács
- Les petites fugues de Yves Yersin
- Printemps en Février de Shei Tieli
- Mourir à tue-tête de Anne Claire Poirier
- Spirit of the Wind de Ralph Liddle
- Die dritte Generation de Rainer Werner Fassbinder
- Paviljon VI de Lucian Pintilie

### Películas fuera de competición
Las siguientes películas fueron elegidas para ser proyectadas fuera de competición:
- Cristo si è fermato a Eboli de Francesco Rosi
- Hair de Miloš Forman
- Manhattan de Woody Allen
- Le Musee du Louvre de Toshio Uruta
- Prova d'orchestra de Federico Fellini
- À nous deux de Claude Lelouch
- Wise Blood de John Huston

### Cortometrajes en competición
Los siguientes cortometrajes competían para la Palma de Oro al mejor cortometraje:
- Barbe bleue d'Olivier Gillon
- Bum de Břetislav Pojar
- La Dame de Monte Carlo de Dominique Delouche
- La Festa dels bojos de Luis Racionero
- Harpya de Raoul Servais
- Helping Hand de John P. Taylor, Zlatko Pavlinovic
- Le Mur de Jan January Janczak
- Petite histoire un peu triste de Didier Pourcel
- Põld de Rein Raamat
- The Waltzing Policemen de Kerry Feltham
- Zwei Frauen in der Oper de Christian Veit-Attendorff

## Secciones paralelas

### Semana Internacional de los Críticos
Las siguientes películas fueron elegidas para ser proyectadas en la Semana de la Crítica (18º Semaine de la Critique):
Películas en competición
- Чуй петела de Stefan Dimitrov (Bulgaria)
- Fremd bin ich eingezogen de Titus Leber (Austria)
- Jun de Hiroto Yokoyama (Japón)
- Northern Lights de John Hanson, Rob Nilsson (Estados Unidos)
- La Rabi de Eugeni Anglada (España)
- Les Servantes du bon dieu de Diane Létourneau (Canadá)
- Sayehaye bolande bad de Bahman Farmanara (Irán)

### Quincena de los directores
Las siguientes películas fueron elegidas para ser proyectadas en la Quincena de los directores de 1979 (Quinzaine des Réalizateurs):
Películas
- Angi Vera de Pal Gabor
- Avoir 16 ans de Jean-Pierre Lefèbvre
- Bastien, Bastienne de Michel Andrieu
- Black Jack de Ken Loach
- Caniche de José Juan Bigas Luna
- Chrissomaloussa de Tony Lycouressis
- Cronica de um Industrial de Luis Rosemberg
- Julio comienza en julio de Silvio Caiozzi
- La empresa perdona un momento de locura de Mauricio Walerstein
- La Mémoire Courte de Eduardo de Gregorio
- Nighthawks de Ron Peck
- Old Boyfriends de Joan Tewkesbury
- Piats Vetcherov de Nikita Mikhalkov
- Rockers de Theodoros Bafaloukos
- Báječní muži s klikou de Jiri Menzel
- Tiro de Jacob Bijl
- Zmory de Wojciech Marczewski

Cortometrajes
- Combattimento d'Anna Kendall
- Idila d'Alexsandar Ilich
- Panoplie de Philippe Gaucherand
- Romance d'Yves Thomas
- Vereda Tropical de Joaquim Pedro de Andrade

## Premios

### Premios oficiales

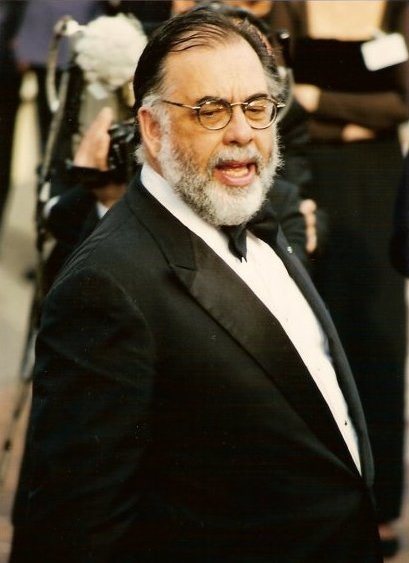
Francis Ford Coppola, ganador de la Palma de Oro.

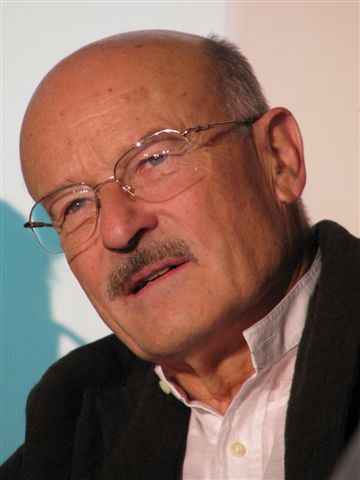
Volker Schlöndorff, ganador de la Palma de Oro.

Els galardonados en las secciones oficiales de 1979 fueron:
- Palma de Oro: 
  - Apocalypse Now de Francis Ford Coppola
  - El tambor de hojalata de Volker Schlöndorff
- Gran Premio del Jurado: Siberiade de Andrei Konchalovsky
- Mejor director: Terrence Malick por Días del cielo
- Mejor actriz: Sally Field por Norma Rae
- Mejor actor: Jack Lemmon per El síndrome de China
- Premio del Festival de Cannes al mejor actor secundario: Eva Mattes per Woyzeck
- Premio del Festival de Cannes al mejor actriz secundaria: Stefano Madia per Caro papà

Caméra d'or
- Caméra d'or: Northern Lights de John Hanson y Rob Nilsson
- Palma de Oro al mejor cortometraje: Harpya de Raoul Servais
- Premio del Jurado- animación: Bum de Břetislav Pojar
- Premio del Jurado- ficción: La Festa dels bojos de Luis Racionero

### Premios independentes
Premios FIPRESCI
- Apocalypse Now de Francis Ford Coppola (En competición)
- Black Jack de Ken Loach (Quincena de los directores)
- Angi Vera de Pál Gábor (Quincena de los directores)

Commission Supérieure Technique
- Gran Premio Técnico: Norma Rae de Martin Ritt

Jurado Ecuménico
- Premio del Jurado Ecuménico: Las señoritas de Wilko de Andrzej Wajda
- Premio del Jurado Ecuménico ̟ Mención Especialː Arven de Anja Breien[14]

Premio de la Juventud
La drôlesse de Jacques Doillon
- Neige de Juliet Berto y Jean-Henri Roger
- Premi Honorari: "Hommage à Miklos Jancso" por toda una carrera